# ZPU-2
Bei der ZPU-2 (russisch ЗПУ-2: зенитная пулеметная установка, Zenitnaja Pulemjotnaja Ustanowka, deutsch: Flugabwehr-Maschinengewehr-Lafette) handelt es sich um ein schweres mehrläufiges Fliegerabwehr-Maschinengewehr im Kaliber 14,5 × 114 mm aus sowjetischer Produktion. Die Waffe entstand auf Basis des Maschinengewehres KPW (russisch КПВ: Крупнокалиберный пулемёт Владимирова).

## Entwicklungsgeschichte
Die Entwicklung des KPW begann bereits 1943, die Serienproduktion konnte jedoch erst 1949 aufgenommen werden. Das MG kam in der Sowjetarmee als Infanterieunterstützungswaffe zum Einsatz. Aufgrund seiner Leistungsfähigkeit konnten mit ihm auch leicht gepanzerte Ziele auf Entfernungen bis zu 800 m und nicht gepanzerte bis auf eine Entfernung von 2000 m bekämpft werden. Da sich während des Zweiten Weltkrieges der Bedarf an leistungsfähigen Fliegerabwehrwaffen zur Unterstützung der Infanterie auf dem Gefechtsfeld deutlich gezeigt hatte, entstand die Idee, das MG als Fliegerabwehrwaffe zu verwenden. Während die eigentliche Waffe unverändert blieb, wurden für das Fla-MG Ein- bzw. Zweiachslafetten entwickelt. Dabei entstanden eine einrohrige (ZPU-1), zweirohrige (ZPU-2) und eine vierrohrige (ZPU-4) Ausführung.
Die Entwicklung der ZPU-2 begann bereits vor Aufnahme der Serienproduktion des KPW im Jahr 1945 fast gleichzeitig mit der Entwicklung der ZPU-4. Der Entwicklungsauftrag wurde an zwei Gruppen erteilt. Die erste Gruppe stand unter Leitung von S. W. Wladimirow (С. В. Владимиров), dem Konstrukteur des KPW, und G. P. Markow (Г. П. Марков), die zweite unter Leitung von F. W. Tokarew (Ф .В. Токарев). Erste Erprobungen zeigten 1945 die Überlegenheit der von  Markow und Wladimirow entwickelten Waffe. Die Konstruktion wurde anschließend vervollkommnet und durchlief 1948 die Übungsplatz- und anschließend die staatliche Erprobung. Der Beschluss zur Übernahme der ZPU-2 in die Bewaffnung der Sowjetarmee wurde 1949 gefasst. Die Serienproduktion begann im gleichen Jahr im Werk Nr. 525.

## Konstruktion

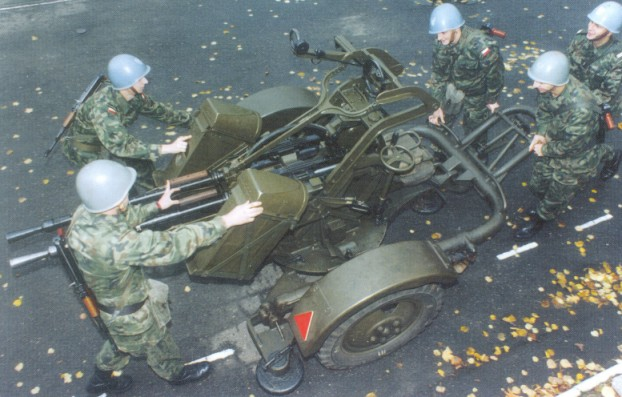
ZPU-2 in Marschlage

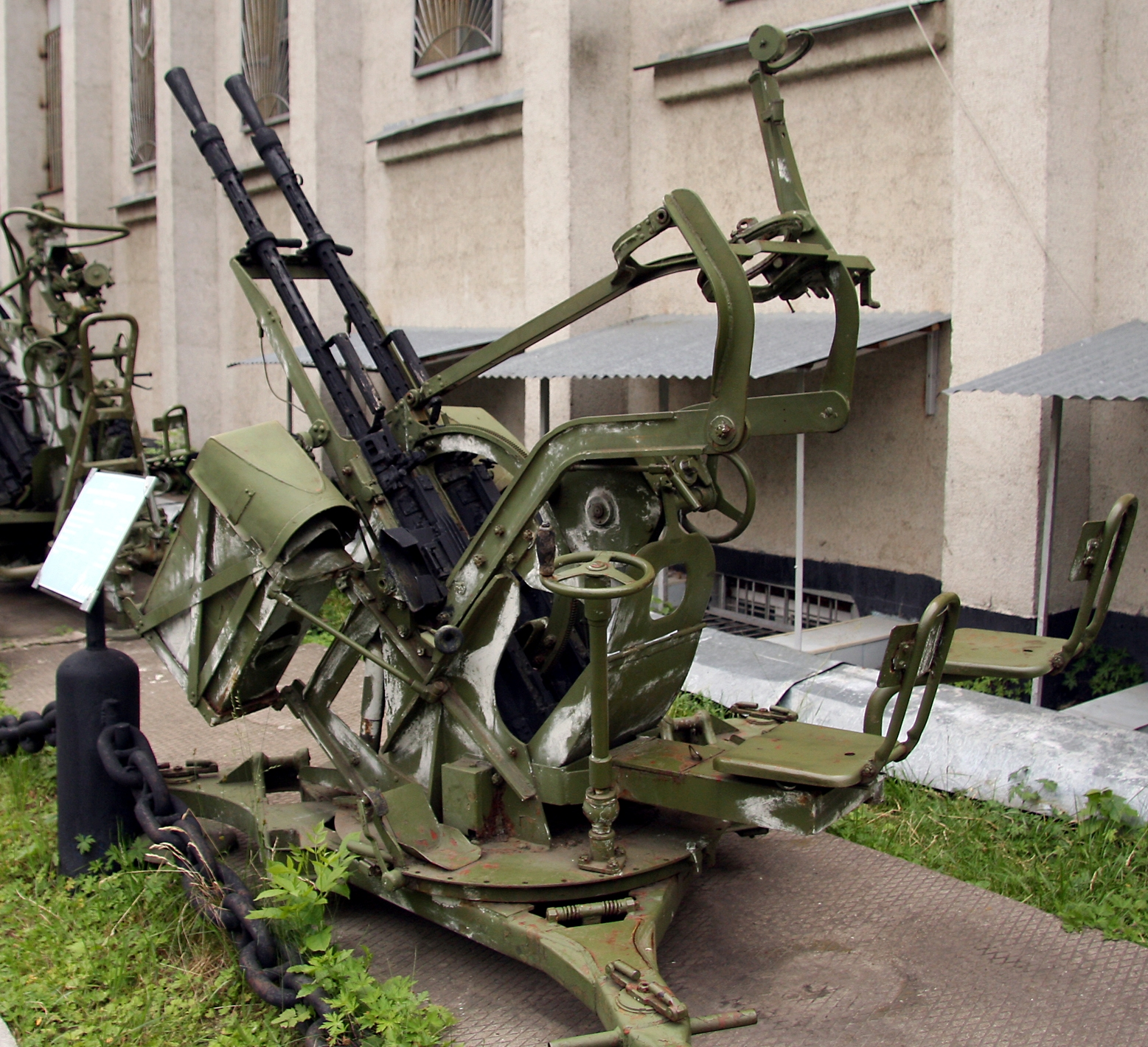
ZPU-2 in Gefechtslage, Lafette abgesenkt

Die Waffe wurde auf einer einachsigen Unterlafette montiert. Diese Lafette war eine Konstruktion aus verschweißten Stahlrohren. Die gesamte Waffe mit Lafette wog 1,0 t. Als Zugfahrzeug kamen geländegängige Lkw wie der GAZ-66 zur Anwendung, aufgrund des geringen Gewichtes konnte die Waffe jedoch notfalls auch von Kübelwagen wie den GAZ-69 gezogen werden. Die Räder der Lafette waren mit Schaumstoff gefüllt, was eine hohe Beschussfestigkeit und Widerstandsfähigkeit gegen Schäden ergab. Das Waffensystem ist bis zu einer Wassertiefe von ungefähr einem halben Meter watfähig. Die Lafettenkonstruktion wurde später für die ZU-23 weiterentwickelt.
Zum Feuern wurde die Waffe aus der Marsch- in die Gefechtslage abgesenkt. Dieser Vorgang dauerte, genauso wie das Anheben aus der Marsch- in die Gefechtslage 18–20 Sekunden. Damit war eine schnelle Feuereröffnung aus der Bewegung möglich. Die Besatzung bestand aus insgesamt sechs Mann.
Als Visier kam ursprünglich ein Reflexvisier zum Einsatz. Da dieses Visier jedoch als unzureichend eingeschätzt wurde, wurde 1950 die Entwicklung eines einheitlichen neuen Visiers für die ZPU-2 und die ZPU-4 angewiesen. Die ab 1950 entwickelten Visiere ZAPP-2 (ЗАПП-2) und ZAPP-4 (ЗАПП-4) ermöglichten die Bekämpfung von Zielen bis zu einer Höhe von 2000 m und Fluggeschwindigkeiten bis 300 m/s. Die Serienproduktion wurde 1955 aufgenommen. Das Visier ZAPP-2 wurde später zum Visier ZAP-23 (ЗАП-23) für die ZU-23 weiterentwickelt. Die im Vergleich zur ZPU-4 geringere Kadenz der Waffe erlaubte bei der ZPU-2 jedoch nur die Bekämpfung von Zielen mit einer Geschwindigkeit von 200 m/s. Zum Kampf gegen Bodenziele wurde das Erdzielfernrohr PU verwendet.
Die Waffe verschoss gegurtete Munition. An der Waffe kamen Gurtkästen mit je 150 Schuss zum Einsatz. Mit der verwendeten Patrone 14,5 x 114 mm konnten Luftziele bis zu einer Höhe von 1500 m und einer Entfernung von 2000 m wirksam bekämpft werden. Die Kadenz lag bei 1100 Schuss je Minute.

## Varianten
In der Volksrepublik China wurde die ZPU als Type 58 in Lizenz produziert. Die Waffe unterscheidet sich konstruktiv nicht von der sowjetischen Ausführung, die Lafette ist an den größeren Rädern und breiteren Kotflügeln vom Original zu unterscheiden.

## ZU-2
Der wissenschaftlich-technische Ausschuss der Hauptverwaltung Artillerie (НТК ГАУ) erarbeitete 1950 die taktisch-technischen Forderungen für ein Zwillings-Fla-MG mit dem Kaliber 14,5 mm für die Luftlandetruppen. Die Notwendigkeit der Entwicklung einer derartigen Waffe entstand, weil die ZPU-2 die speziellen Anforderungen der Luftlandetruppen nicht erfüllte. Mit der Entwicklung und Fertigung wurde das Werk Nr. 525 beauftragt, dieses schloss jedoch einen Vertrag über die Entwicklung mit dem wissenschaftlich-technologischen Institut Nr. 40 (НИТИ-40) ab. Bei Entwicklung der Waffe legte man Wert auf größtmögliche Baugleichheit mit der ZPU-2. Die Schießplatzerprobung der neuen Waffe fand 1952 statt. Zunächst wurde sie als UZPU-2 (УЗПУ-2) bezeichnet, bei Aufnahme in die Bewaffnung der Sowjetarmee 1954 änderte sich die Bezeichnung jedoch in ZU-2 (14,5-мм зенитно-пулеметная установка ЗУ-2). Der Serienbau begann 1955 im Werk Nr. 525. Die ZU-2 konnte zum Transport in Packstücke mit geringem Gewicht zerlegt werden. Gegenüber der ZPU-2 war die Seitenrichtgeschwindigkeit höher.

## Einsatz

### Einsatzgrundsätze
Die Waffe war für ursprünglich für den Einsatz in den motorisierten Schützenbataillonen gedacht.
Die entsprechenden Bataillone der Sowjetarmee und nach sowjetischem Vorbild gegliederter Streitkräfte verfügten über einen Fla-MG-Zug mit vier ZPU-2. Eingesetzt wurde die ZPU-2 zur Abwehr feindlicher Luftfahrzeuge in allen Gefechtsarten sowie auf dem Marsch. Die ZPU-2 konnte das Feuer sowohl aus Stellungen oder auch aus dem kurzen Halt führen. Aufgrund der beschränkten Reichweite der Waffen konnte der Einsatzraum bzw. das Marschband des Bataillons nicht vollständig abgedeckt werden, daher war die Bildung von Schwerpunkten nötig. Ergänzt wurde die Luftabwehr durch die mit der ZPU-4 ausgerüsteten Fla-MG-Batterien der motorisierten Schützenregimenter, die Flak-Regimenter der übergeordneten Führungsebene, im Regelfall mit dem Waffensystem S-60 ausgerüstet, sowie mit der Flugabwehrbewaffnung der Gefechtsfahrzeuge.
Bereits kurze Zeit nach Einführung der Waffe zeigten sich deren Grenzen. Das Kaliber gestattete nur eine Bekämpfung von Luftzielen bis maximal 2000 m Höhe unter günstigen Umständen. Entscheidender war jedoch das Fehlen elektronischer Aufklärungsmittel sowie das Fehlen entsprechender Feuerleitanlagen. Die Waffe konnte bei Nacht und schlechter Sicht praktisch nicht eingesetzt werden, eine Bekämpfung tief- und schnellfliegender Strahlflugzeuge, wie sie ab Beginn der 1960er Jahre in den NATO-Staaten zum Einsatz kamen, war ebenfalls nur schwer möglich. Schutz gegen feindliche Waffenwirkung war nicht vorhanden, die Beweglichkeit im Gelände eingeschränkt. Daher wurde die Waffe bereits in den 1960er Jahren im großen Maßstab abgelöst. Ihre Aufgabe wurde von Flakpanzern ZSU-23-4 übernommen, die zu den Fla-Artilleriebatterien der nach sowjetischem Vorbild organisierten motorisierten Schützen- und Panzerregimenter gehörten.
Die freiwerdenden Waffen wurden in großer Anzahl in den Nahen Osten und in andere Entwicklungsländer exportiert und gelangte auch in die Hände von Befreiungsbewegungen und anderer militärischer Gruppierungen. Dort wichen Einsatzgrundsätze und Gliederung der Einheiten vom sowjetischen Vorbild teilweise stark ab.

### Einsatzstaaten
Die Waffe wurde an zahlreiche europäische, nahöstliche, afrikanische und asiatische Staaten geliefert und befindet sich dort teilweise noch heute im Einsatz.

### Einsatz in der NVA
Die ZPU-2 wurde bei der Nationalen Volksarmee in den Fla-Zügen der motorisierten Schützenbataillone eingesetzt. In einem Regiment waren in den einzelnen Zügen insgesamt 16 ZPU-2 vorgesehen. Ergänzt wurden diese Waffen durch die Fla-M-Batterie auf Regimentsebene mit 15 ZPU-4.
Die Einführung begann 1956, zog sich jedoch über einen längeren Zeitraum hin, so dass die Fla-MG-Züge für eine Übergangszeit mit dem 12,7 mm Fla-MG DSchK ausgerüstet werden mussten. Die Ablösung durch die ZSU-23 begann bereits 1966 und zog sich bis Anfang der 1970er Jahre hin. Die vorhandenen ZPU-2 wurden an die Kampfgruppen übergeben.

### Einsatz in Kriegen und bewaffneten Konflikten

#### Korea

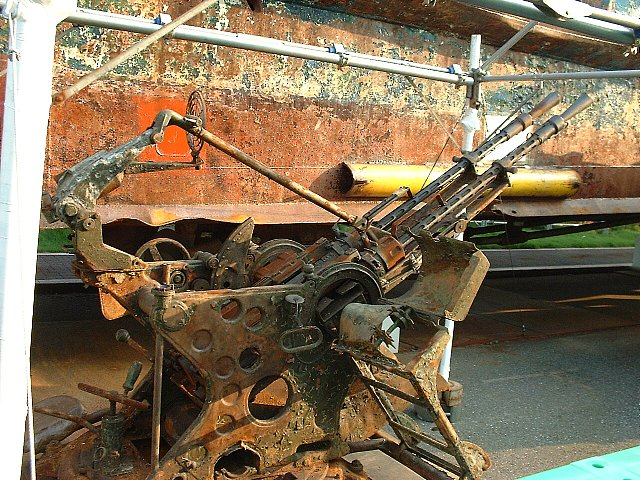
ZPU-2, die sich an Bord des von der japanischen Küstenwache am 22. Dezember 2001 versenkten nordkoreanischen Schiffs Changyu 3705 befand.

Erstmals wurde die ZPU-2 im Koreakrieg von nordkoreanischen und chinesischen Verbänden eingesetzt. Insgesamt war der Einsatz jedoch wenig wirksam, da der Ausbildungsstand der Besatzungen unzureichend war und die Luftstreitkräfte der USA die Luftherrschaft besaßen. Wie auch bei der ZPU-1 schränkte die geringe Kadenz die Wirksamkeit der Waffe ein.

#### Naher Osten
Die arabischen Staaten nutzen die Waffe in den diversen militärischen Auseinandersetzungen mit Israel in den 1960/70er Jahren. Die ZPU-2 wurde von der Sowjetunion in den 1960er Jahren in großen Stückzahlen geliefert, da durch die Umrüstung auf moderne Flugabwehrsysteme die Waffe in der Sowjetarmee nicht mehr benötigt wurde.
Syrien und Ägypten setzten die ZPU-4 erstmals im Sechstagekrieg 1967 ein. In Syrien wurde die ZPU-2 überhaupt nicht wirksam, da die israelische Luftwaffe die syrische Luftverteidigung bereits am zweiten Kampftag ausgeschaltet hatte und die absolute Luftherrschaft errang. Grundsätzlich litt die syrische Heeresflugabwehr an einer mangelhaften Organisationsstruktur, die eine Zuordnung zu den zu unterstützenden Verbänden und einen wirksamen Einsatz der Flugabwehrwaffen erschwerte. Die Organisation der ägyptischen Flugabwehreinheiten war effektiver, doch auch diese wurden durch die Luftüberlegenheit Israels eliminiert. Während des Vormarsches auf der Sinai-Halbinsel erbeutete die israelische Armee ausreichend ägyptische ZPU-1, ZPU-2 und ZPU-4, um eine eigene Reserveeinheit mit den erbeuteten Waffen auszurüsten.
Im Jom-Kippur-Krieg verfügte die ägyptische Armee über ausreichend moderne Flugabwehrsysteme, so dass die ZPU-2 hauptsächlich zum Schutz von Gefechtsständen und nur noch vereinzelt in der Truppe eingesetzt wurde.
Im Libanonkrieg 1982/83 nutzten sowohl die libanesische als auch die syrische Armee als auch diverse Milizen die ZPU-2. Einige Waffen wurden ebenso wie die ZPU-4 improvisiert auf verschiedene Fahrzeuge gesetzt, um ihre Beweglichkeit zu erhöhen. Da die ZPU-4 als Flugabwehrwaffe bereits in den 1960er Jahren von anderen Waffensystemen abgelöst wurde, verschob sich der Einsatzschwerpunkt hin zum Kampf gegen Bodenziele. Hier war besonders die im Vergleich zum KPW deutlich höhere Feuergeschwindigkeit vorteilhaft.

#### Vietnam
In Vietnam erwies sich die Waffe im Einsatz gegen Hubschrauber als besonders effektiv. Die ZPU-2 war leicht und konnte zügig, unter anderem mit Lasttieren und auf Fahrrädern, transportiert und schnell getarnt werden. Die vietnamesischen Streitkräfte entwickelten spezielle Einsatztaktiken. Zum Schutz von Brücken und anderen Objekten wurde die ZPU-4 mit ZPU-2, ZSU-23 und großkalibrigen Fla-Geschützen kombiniert und ein Radargerät, meist ein SON-9, zur Frühwarnung genutzt. Dadurch konnte ein großer Entfernungs- und Höhenbereich wirksam abgedeckt werden. Generell wurde die ZPU-2 im Verbund mit anderen Waffensystemen eingesetzt. Ihre Vorzüge kamen besonders im Dschungel und im durchschnittenen Gelände zum Tragen, das die gegnerischen Flugzeuge und Hubschrauber zum Tiefflug zwang, die Luftaufklärung erschwerte, aber auf die relativ kurzen Kampfentfernungen der Waffe ein freies Schussfeld bot.
Außer einigen Hubschraubern UH-1 konnten auch vereinzelt größere Luftfahrzeuge wirksam bekämpft werden. So wird der Abschuss einer CH-3 Jolly Green Giant der ZPU-2 zugeschrieben. Nach Ende des Vietnamkrieges wurden einige ZPU-2 aus vietnamesischen Beständen Laos und Kampuchea überlassen.

#### Afrika
Waffen aus ehemals sowjetischen oder kubanischen Beständen gelangten in relativ großer Anzahl in die Hand der SWAPO und anderer Organisationen und wurden in großer Zahl in den militärischen Auseinandersetzungen in Südwestafrika während der 1970er und 1980er Jahre eingesetzt. Da als Flugabwehrmittel in der Wirksamkeit stark limitiert, setzte man die Waffe vorrangig gegen Bodenziele ein.

#### Afghanistan
Die ZPU-2 befand sich bei Beginn des Krieges in Afghanistan 1979 nicht mehr im Bestand der Sowjetarmee, jedoch wurden viele dieser Waffen bereits vorher an die afghanischen Regierungstruppen überlassen. Einige ZPU-2 gelangten in die Hände der Mudschaheddin. Ergänzt wurden diese durch chinesische Type 58, die über pakistanische Geheimdienstkreise den Mudschaheddin übergeben wurden. Auch hier kam die Waffe vorrangig gegen Bodenziele zum Einsatz, die Wirksamkeit gegen Luftziele war nur unwesentlich höher als die der ZPU-1, aber die Waffe konnte unter den Bedingungen des Guerillakrieges im Hochgebirge nur schwer transportiert und versteckt werden. Dennoch gelang der Abschuss einiger Mil Mi-8.
Nach dem Abzug der sowjetischen Truppen wurde die Waffe wieder von verschiedenen afghanischen Milizen, die sich gegenseitig bekämpften, auch als Fliegerabwehrwaffe genutzt. In der gegen die Taliban kämpfenden Nordallianz wurde die ZPU-2 auch kleineren Einheiten als Fla-MG zugeteilt. Diese potentielle Bedrohung reichte aus, um Einsätze der Luftwaffe der Taliban gegen Kräfte der Nordallianz zu verhindern.
Beim Einmarsch der von den USA angeführten Truppen in das Land 2001 spielte die ZPU-2 praktisch keine Rolle mehr. Auch gegen die ISAF-Truppen wird sie kaum eingesetzt.

#### Golfkriege
Der Irak setzte die Waffe noch 1980 bis 1988 im Krieg gegen den Iran zusammen mit der ZPU-4 ein und schoss mindestens zwei iranische F-4 Phantom ab. Wie die amerikanischen Luftstreitkräfte in Vietnam, versuchte die iranische Luftwaffe dem Wirkungsbereich der Fla-Raketensysteme durch Tiefflüge zu entgehen, geriet dabei aber in den Wirkungsbereich kleinkalibriger Flugabwehrwaffen. Im weiteren Verlauf des Krieges flogen die iranischen Piloten extrem tief und schnell, um die Zeit im Wirkungsbereich dieser Waffen zu minimieren. Da die ZPU-2 über keine elektronische Aufklärungsmittel verfügte, konnte das Feuer meist erst dann eröffnet werden, wenn sich das Luftziel schon wieder außerhalb der eigenen Reichweite befand.
Im Zweiten Golfkrieg erwies sich die ZPU-2 als praktisch wirkungslos. Der Abschuss einer F-16 wird der ZPU-2 zugeschrieben.
Auch im Dritten Golfkrieg konnte die ZPU-2 nicht mehr wirksam eingesetzt werden. Die irakischen ZPU-2 fielen Luft- und Bodenangriffen zum Opfer, einige wurden auch aufgegeben und von amerikanischen Truppen erbeutet, jedoch fiel eine große Anzahl den Aufständischen in die Hände, die die Waffe gegen amerikanische Hubschrauber einsetzen. Am 27. November 2006 schoss eine aus acht ZPU-2 bestehende Batterie einen AH-6 Little Bird nördlich von Baghdad ab.